# Michele Ferrero
Michele Ferrero (n. 26 aprilie 1925, Dogliani, Piemont, Italia – d. 14 februarie 2015, Monte Carlo, Commune of Monaco⁠(d), Monaco) a fost un om de afaceri italian, proprietarul fabricii eponime de ciocolată Ferrero SpA, una din cele mai mari din Europa, cu vânzări estimate în 2012 de peste 19 miliarde de dolari.
Conform Forbes, Michele Ferrero a fost cel mai bogat om din Italia, cu o avere personală de 26 miliarde $, depășindu-l pe Silvio Berlusconi în martie 2008. În mai 2014, The Bloomberg Billionaires Index l-a clasat pe Ferrero pe locul 20 în topul celor mai bogați oameni din lume, cu o avere netă estimată la 26 miliarde $.
Fiul său deține în prezent brandurile Nutella, Mon Chéri, Kinder Chocolate, Ferrero Rocher, Tic Tacs și Kinder Eggs.
Din 1997 fii săi Giovanni Ferrero și Pietro Ferrero conduc compania. Pietro a decedat pe 18 aprilie 2011, într-un accident în Africa de Sud.